# 1790 Volkov
1790 Volkov este un asteroid din centura principală, descoperit pe 9 martie 1967, de Liudmila Cernîh. A fost numit după cosmonautul sovietic Vladislav Volkov, care a zburat în misiunile Soiuz 7 și Soiuz 11.